# Верхненемецкие языки

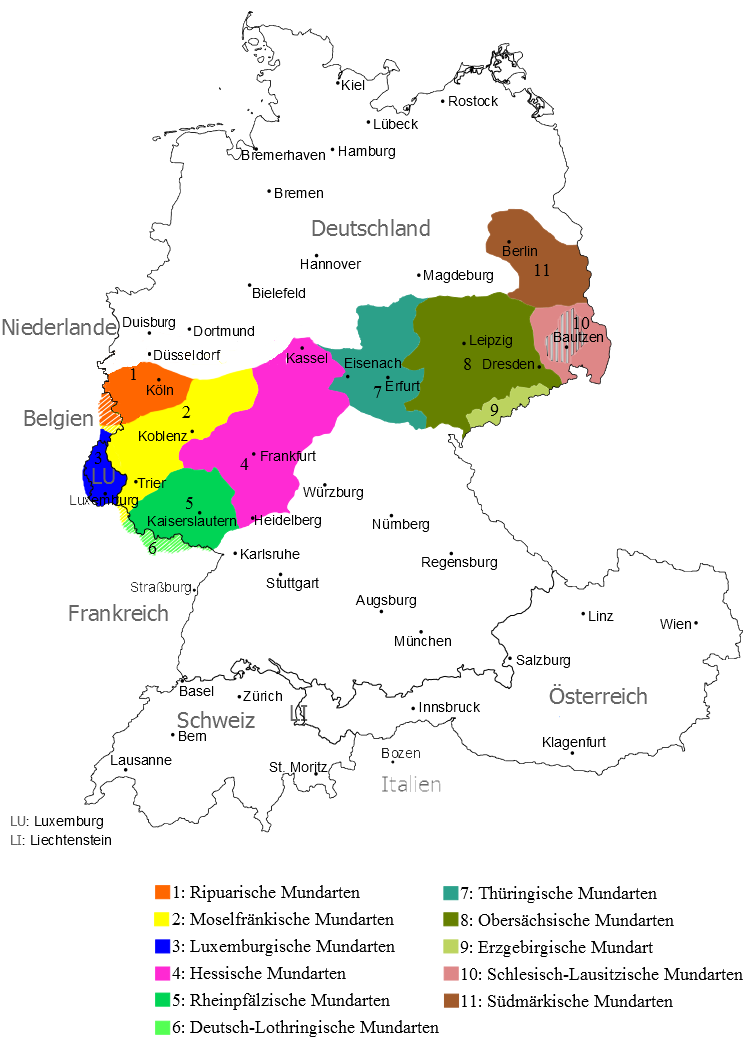
Средненемецкие диалекты

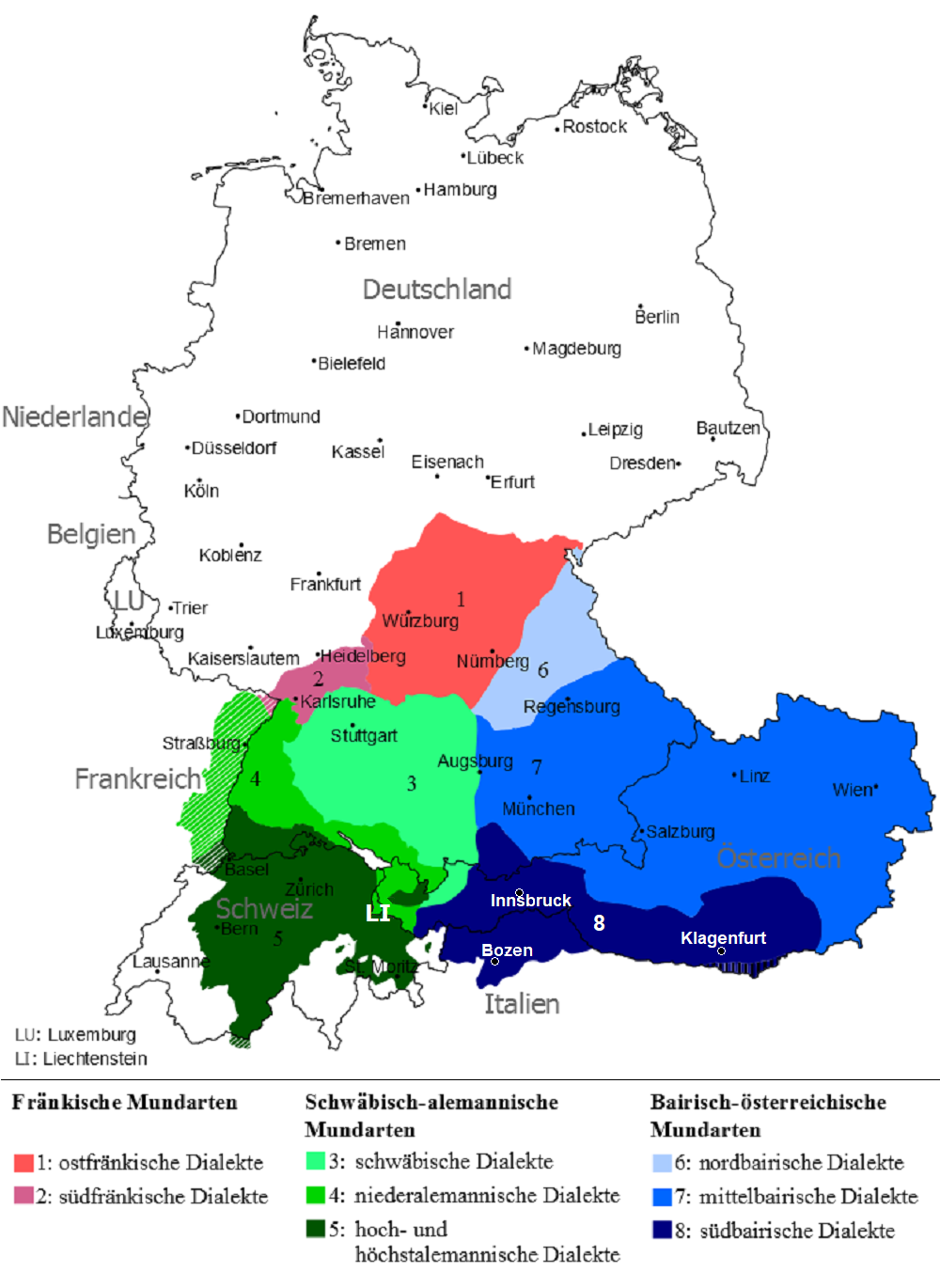
Южнонемецкие диалекты

Верхненеме́цкие языки или Верхненемецкие диалекты, нем. Hochdeutsch или hochdeutsche Mundarten, hochdeutsche Dialekte) — группа немецких диалектов, распространённых южнее линии Бенрата или линии Урдингена. Делится на две крупные зоны — южнонемецкую и средненемецкую. Причина противопоставления верхненемецких диалектов нижненемецким в историческом разрыве, начало которому было положено во время выделения древневерхненемецкого языка. Этот этап исторического развития немецкого языка начинается вместе с известным процессом второго передвижения согласных, которое и способствовало резкому изменению морфологической и в особенности фонетической структуры диалектов центра и юга современной Германии.
Немецкий язык в общем понимании состоит из вышеназванных языков, причём он неоднороден, а диалекты или варианты одного региона немецкоязычного пространства могут существенно отличаться от диалектов и вариантов другого региона. Однако же часто понятие Hochdeutsch приравнивают к понятию Standardsprache, тем самым показывая его роль в становлении литературного языка немцев.

## Распространение
На верхненемецких диалектах говорят в центральной и южной части Германии, в Швейцарии (собственный швейцарский вариант языка), Австрии (австрийский вариант), Южном Тироле, Восточной Бельгии, в Люксембурге, Лихтенштейне, Эльзасе и Лотарингии, а также в Верхней Силезии на территории Польши. Языковые островки — это по преимуществу немецкоязычные жители США, Румынии, России и других стран (к ним не относятся немецкоязычные, говорящие на немецко-платском диалекте, так как последний относится к нижненемецким языкам).
Само понятие Hochdeutsch можно разложить на слова hoch (высокий, верхний) и Deutsch (немецкий), из которых понятно, что эти диалекты располагаются в гористых областях юга, в то время как нижненемецкие диалекты (nieder и Deutsch) преимущественно располагаются в низменной северной части.
Среди языков, которые имеют непосредственную историческую связь с верхненемецкими языками, выделяют идиш и люксембургский язык.

## История
История верхненемецкого языка насчитывает четыре ступени, определяющие основные вехи в его развитии. Первый этап называют древневерхненемецким периодом (Althochdeutsch, кратко — Ahd.), который начинается со вторым передвижением согласных примерно в середине VIII века и завершается в середине XI века. На этом этапе верхненемецкий язык формирует свою фонетико-морфологическую структуру. Следующий этап — средневерхненемецкий (Mittelhochdeutsch или Mhd.), когда с 1050 по 1350 год наряду с грамматическим становлением происходит становление лексики. В третий — ранненововерхненемецкий период (Frühneuhochdeutsch или Fnhd.) — язык приобретает современные очертания, а основные изменения касаются преимущественно лексического строя, что объясняется многочисленными заимствованиями. С завершением третьего периода примерно в 1650 году наступает нововерхненемецкий период (Neuhochdeutsch или Nhd.), который длится до настоящего момента (иначе говоря, современный немецкий язык также можно назвать нововерхненемецким). Для него также характерно обогащение лексической базы и нормирование правописания.

## Структура диалектов
Как было сказано выше, верхненемецкие диалекты подразделяются на южнонемецкие и средненемецкие диалекты. Первые включают три крупных группы. В западной части Германии, в Швейцарии, отчасти в Австрии распространены алеманнские диалекты (швабский, нижнеалеманнский, горно-алеманнский и верхнеалеманнский). К востоку от алеманнских, в Верхней и Нижней Баварии, Верхнем Пфальце и в Австрии, располагаются баварские диалекты (северо-баварский, среднебаварский, южно-баварский). Франкские диалекты в составе южнонемецкого языка включают две группы диалектов — восточно- и южно-франкскую.
В составе средненемецких диалектов выделяют две группы — западно- (рипуарский, мозельско-франкский, рейнско-франкский, северо-гессенский, среднегессенский и восточно-гессенский) и восточно-средненемецкую (лужицко-новомаркский, тюрингский, верхнесаксонский, североверхнесаксонский, силезский, верхнепрусский).